# Klaus Breil
Klaus Breil (* 9. September 1945 in Burgsteinfurt) ist ein deutscher Politiker (FDP) aus Bernried am Starnberger See. Er war von 2009 bis 2013 Mitglied des Deutschen Bundestages. Er ist zudem u. a. Wirtschafts- und Energiepolitischer Sprecher der FDP Bayern und stellvertretender Vorsitzender der VLK.

## Politischer Werdegang
Seit 2002 ist Breil Mitglied in der Arbeitsgruppe Wirtschaftsförderung des Landkreises Weilheim-Schongau. Bei der Bundestagswahl 2005 trat er als Direktkandidat im Wahlkreis Weilheim an, schaffte jedoch den Einzug in den Deutschen Bundestag mit 4,8 % der Erststimmen nicht, auch der Landeslistenplatz 16 reichte nicht. Seit 2008 ist Breil Kreisrat im Kreistag von Weilheim-Schongau und dabei Mitglied des Finanzausschusses und des Ausschusses für Umwelt, Energie, Klima und Ländlicher Raum. Er ist zudem im Ortsvorstand der FDP Bernried und stellvertretender Vorsitzender des FDP-Kreisverband Weilheim-Schongau. In der FDP Bayern ist er als Wirtschafts- und Energiepolitischer Sprecher, Vorsitzender des Landesfachausschuss Wirtschaft und Finanzen und Mitglied des Landesvorstands tätig. Außerdem ist er Mitglied im Bundesfachausschuss Wirtschaft und Arbeit.
Daneben ist Breil stellvertretender Vorsitzender der Bundesvereinigung liberaler Kommunalpolitiker (VLK) und des VLK Landesverbandes Bayern.
Bei der Bundestagswahl 2009 trat er erneut im Wahlkreis Weilheim an. Diesmal erreichte er 10,5 % der Erststimmen und dank des guten Ergebnisses der FDP über die Landesliste Bayern den Einzug in den Bundestag.

## Bundestagsabgeordneter
Breil war ordentliches Mitglied des Wirtschaftsausschusses und stellvertretendes Mitglied der Ausschüsse für Regionale Wirtschaftspolitik und Umwelt, Naturschutz und Reaktorsicherheit.
Er war auch Mitglied der Europa-Union Parlamentariergruppe Deutscher Bundestag. Durch das Scheitern seiner Partei an der Fünf-Prozent-Hürde bei der Bundestagswahl 2013 schied er im Oktober 2013 aus dem Bundestag aus.

## Privates
Breil lebt in Bernried am Starnberger See und ist verheiratet. Er arbeitet als Unternehmensberater.